# IEEE 802.1ad
IEEE 802.1ad (Provider Bridges) est un format standard de trame Ethernet. 
802.1ad est un avenant à la norme IEEE 802.1Q, il est aussi connu sous le terme de « QinQ » ou « Q-in-Q ». On parle aussi de VLANs stacking.
La spécification originale de 802.1Q n'autorise qu'un seul tag de VLAN. QinQ permet d'insérer plusieurs tags de VLAN dans la même trame Ethernet. Une capacité indispensable pour les réseaux Ethernet Métropolitains.
L'idée est de fournir la possibilité à un client de faire passer ses propres VLANs à l'intérieur d'un VLAN fourni par l'opérateur télécom. De cette façon l'opérateur télécom a juste à configurer un VLAN pour chaque client sur son réseau. 

## Contenu des trames Ethernet

### Trame ethernet
| adresse MAC dst. | adresse MAC src. | EtherType/Size | Data | FCS |

### Trame ethernet 802.1q
| adresse MAC dst. | adresse MAC src. | TPI (0x8100) | TCI (vlan) | EtherType/Size | Data | FCS |

TPI : Tag Protocol Identifier ou Ethertype sur 2 octets (recommandé 0x8100)
TCI : Tag Control Information sur 2 octets (le numéro du vlan)
vlan : 1-4096
Ethertype/Size : le type de la trame transmise (0x0800 dans le cas d'IPv4, 0x86DD pour IPv6, ...)

### Trame ethernet 802.1ad
| adresse MAC dst. | adresse MAC src. | S-TPI (0x88a8) | S-TCI (vlan) | C-TPI (0x8100) | C-TCI (vlan) | EtherType/Size | Data | FCS |

Dans 802.1ad, le S (ou Outer) représente le fournisseur de services et le C (ou Inner) représente le client.

S-TPI : Outer Tag Protocol Identifier ou Ethertype sur 2 octets (recommandé 0x88 a8)
S-TCI : Outer Tag Control Information sur 2 octets (le numéro du vlan externe)
C-TPI : Inner Tag Protocol Identifier ou Ethertype sur 2 octets (recommandé 0x8100)
C-TCI : Inner Tag Control Information sur 2 octets (le numéro du vlan interne)
Utiliser la norme IEEE802.1ad implique d'augmenter la taille maximale des trames Ethernet de 4 octets (ou de passer en JumboFrame).